# Monachíti
Monachíti är en ort i Grekland.   Den ligger i prefekturen Nomós Grevenón och regionen Västra Makedonien, i den nordvästra delen av landet, 300 km nordväst om huvudstaden Aten. Monachíti ligger 1 012 meter över havet och antalet invånare är 255.
Terrängen runt Monachíti är kuperad åt nordost, men åt sydväst är den bergig. Runt Monachíti är det mycket glesbefolkat, med 5 invånare per kvadratkilometer. Närmaste större samhälle är Grevená, 18,4 km nordost om Monachíti. Omgivningarna runt Monachíti är en mosaik av jordbruksmark och naturlig växtlighet.